# Kłaj (gmina)
Kłaj (do 1954 gmina Targowisko) – gmina wiejska w powiecie wielickim, w województwie małopolskim. Siedzibą gminy jest Kłaj.
W latach 1975–1998 gmina położona była w województwie krakowskim.
Gmina Kłaj zajmuje powierzchnię 8262 ha, z czego 4340 ha stanowią lasy Puszczy Niepołomickiej. Pozostałą część stanowią:
- grunty orne – 2198 ha
- łąki – 685 ha
- pastwiska – 181 ha
- tereny zabudowy – 279 ha
- inne – 579 ha.

Gmina położona jest w zachodnim krańcu Kotliny Sandomierskiej, na jej południowym obrzeżu, w mezoregionie Doliny Raby. Obszar wysunięty najbardziej na zachód (przy granicy z Szarowem) sięga wzniesień mezoregionu Wysoczyzn Przykarpackich – Wysoczyzny Wielicko-Gdowskiej. 600 m południowej granicy Kłaja stanowi rzeka Raba, reszta przypada na Targowisko. Północną granicę wsi stanowi linia południowego skraju głównego kompleksu Puszczy Niepołomickiej. W rzeczywistości granica Kłaja wbiega głęboko w leśne ostępy, obejmuje środkową część Puszczy, północno-wschodnie obrzeże torfowiska Błoto oraz uroczyska takie jak: Grójec, Gibiel, Kowalina, Kozi Las, Lipowiec, Na Poszynie, Poszynka, Wielki Pagórek, Wilczy Las, Załęcze, Zamłynie i Żółty Pagórek. Większa część wsi oraz należące do niej uroczyska zostały ukształtowane w okresie zlodowacenia środkowopolskiego i bałtyckiego, jako stożek napływowy Raby. Osobliwością geologiczną Kłaja a właściwie jego puszczańskiej części, jest wzniesienie Kobyła Głowa, położone około 3 km na północ od stacji kolejowej. Wzniesienie to ma charakter ostańca, pagórka morenowego z okresu pierwszego zlodowacenia krakowskiego, które ocalało w trakcie późniejszej erozji. Na południe od przysiółka Goły Brzeg i w bezpośrednim jego sąsiedztwie, rozlewa się jedno z najdłuższych i najbardziej okazałych rabisk, czyli starorzeczy Raby. W latach siedemdziesiątych od głównego koryta Raby zostało ono odcięte w górnym biegu tamą, a nowe przeprowadzono przekopem liczącym 0,5 km.
Ze względu na położenie i ukształtowanie gmina jest zaliczana do najmniej skażonych w woj. małopolskim, znalazła się w czołówce gmin polskich szczególnie dbających o ochronę środowiska przyrodniczego.

## Demografia

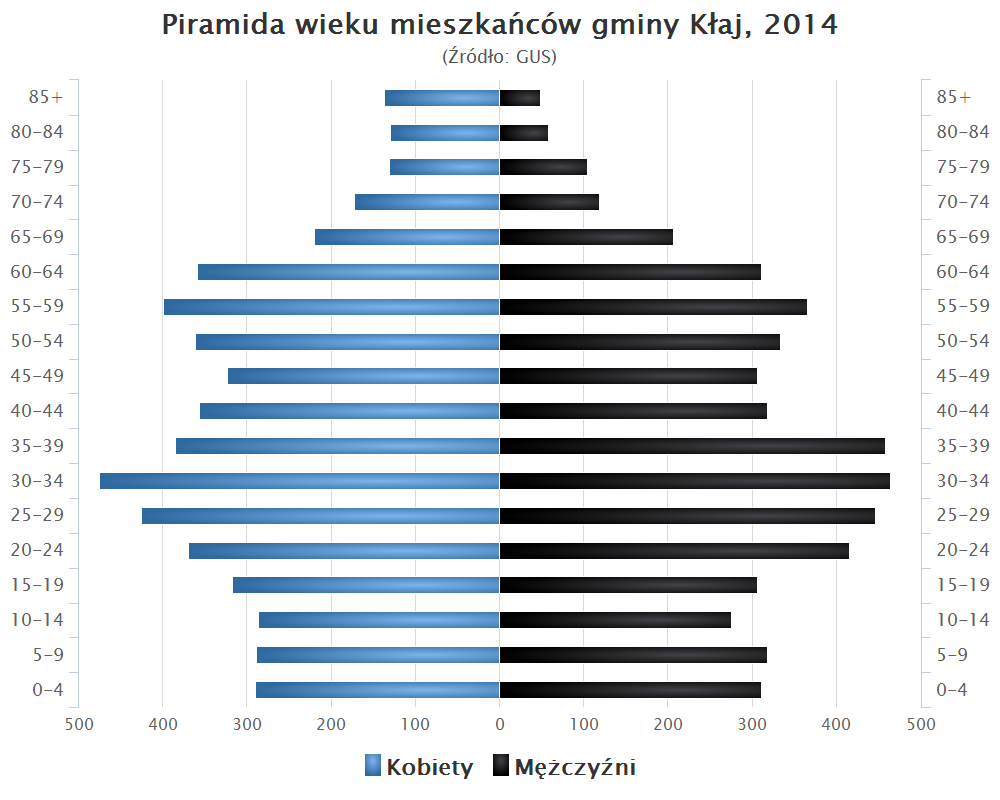
Piramida wieku mieszkańców gminy Kłaj w 2014 roku

## Sołectwa
Brzezie, Dąbrowa, Grodkowice, Gruszki, Kłaj, Łężkowice, Łysokanie, Szarów, Targowisko.

## Sąsiednie gminy
Gmina Bochnia, Drwinia, Gdów, Niepołomice